# كاسون فيرغسون
كاسون فيرغسون (بالإنجليزية: Casson Ferguson)‏ مواليد 29 مايو 1891 في الإسكندرية، الولايات المتحدة - الوفاة 12 فبراير 1929 في لوس أنجلوس، هو ممثل أمريكي بدأ مسيرته الفنية سنة 1917. شارك في قرابة 54 فيلما. من أعماله سمعتها.

## روابط خارجية
- كاسون فيرغسون على موقع IMDb (الإنجليزية)
- كاسون فيرغسون على موقع أول موفي (الإنجليزية)
- كاسون فيرغسون على موقع قاعدة بيانات الفيلم (الإنجليزية)